# Танковий батальйон «Звіробій»
3-й окремий танковий батальйон «Звіробій» (3 ОТБ, в/ч пп В1252) — підрозділ Збройних сил України, сформований в навчальному центрі Сухопутних військ «Десна» на початку вересня 2014 з мобілізованих військовослужбовців. Як окремий танковий батальйон був залучений до АТО та брав участь в боях за Донецький аеропорт в 2015 році.
В лютому 2016 року брав участь у військових навчаннях в складі 60-ї окремої механізованої бригади 4-го армійського корпусу резерву. Пізніше підпорядкований 54-й окремій механізованій бригаді та переформований в її лінійний танковий батальйон.[джерело?]

## Участь в бойових діях на сході України
До відправки в зону АТО в батальйоні пройшов прискорений курс навчання, де підготовку було скорочено з 2 місяців до одного.
18 жовтня 2014 року батальйон був відправлений залізничним транспортом для виконання бойових завдань в село Нікольське, Волноваського району, де його склад перебував до 29 жовтня.
Після цього їх перевели для виконання бойових завдань в Сектор М.  Їх зоною відповідальності стали Чермалик, Павлопіль, Гранітне. Одним з завдань було перекрити трасу Н20 «Слов'янськ—Маріуполь» у випадку прориву бойовиків зі сторони Докучаєвська, Оленівки, а також дороги дотичні до неї. Працювали з іншими підрозділами на блок-постах, забезпечували їх вогневою підтримкою. В цьому секторі утримувати позиції допомагала природна перешкода - річка Кальміус.
Командир розбив сектор відповідальності батальйону на ділянки, потім, розподіливши танки, відпрацьовувалися наземні цілі. Стріляли з закритих позицій (коли ворога не бачиш в приціл). Особливо відзначився командир 3-ї роти батальйону.
Увечері 19 грудня 2014 року поблизу міста Волноваха група саперів виїхала на розмінування об'єкта. При виконанні бойового завдання група потрапила під обстріл біля села Кальчик, Олександр Лупаїна зазнав від смертельного кульового поранення.
20 січня в Генеральному Штабі вирішили перекинути підрозділ знову в сектор Б. Підрозділ прибув для виконання нового бойового завдання в Донецькому Аеропорту, з ними виїхали зенітний підрозділ та медики.
Наказано було з маршу зайти в селище Піски, але колону ніхто не зустрів. Потім вони прибули до села Уманське, Ясинуватського району. Побутові умови для відпочинку були відсутні. Батальйон був розділений повзводно. Задачею танкістів було підтримати вогнем десантників, які вели бойові дії в Опитному, Водяному, Авдіївці.
Через велику інтенсивність боїв танкісти відстрілювали по три боєкомплекти. Їм протистояли російські танкісти, які використовували тактику танкової «каруселі».
Російські терористи били з окраїн Донецька та Спартака.
Командири взводів намагалися прикрити десантників, але через погану злагодженість почали втрачати людей. Десантники намагалися вполювати на російський танк Т-90, використовуючи як приманку танки батальйону. Танкісти їздили для виконання бойових завдань по всьому периметру зони відповідальності.
Всі бойові екіпажі 3 Окремого танкового батальйону пройшли через запеклі бої за Донецький Аеропорт. Разом з десантниками 95 ОАЕМБр, танкісти 27 січня 2015 року взяли під свій контроль шахту «Бутівка Донецька». Операція по взяттю шахти була проведена успішно. Один з взводів постійно чергував на Шахті. Планувалося також взяти н.п. Спартак біля ДАПу, але не вдалося - ворог зосередив на цьому напрямку великі сили.
До підписання других мінських домовленостей бійці Окремого танкового батальйону виконували різні бойові задачі в своєму секторі відповідальності. Після Мінська-2 підрозділ використовувався як резервна частина сектору. Цей час було використано для відновлення техніки та відпрацювання взаємодії з піхотою.

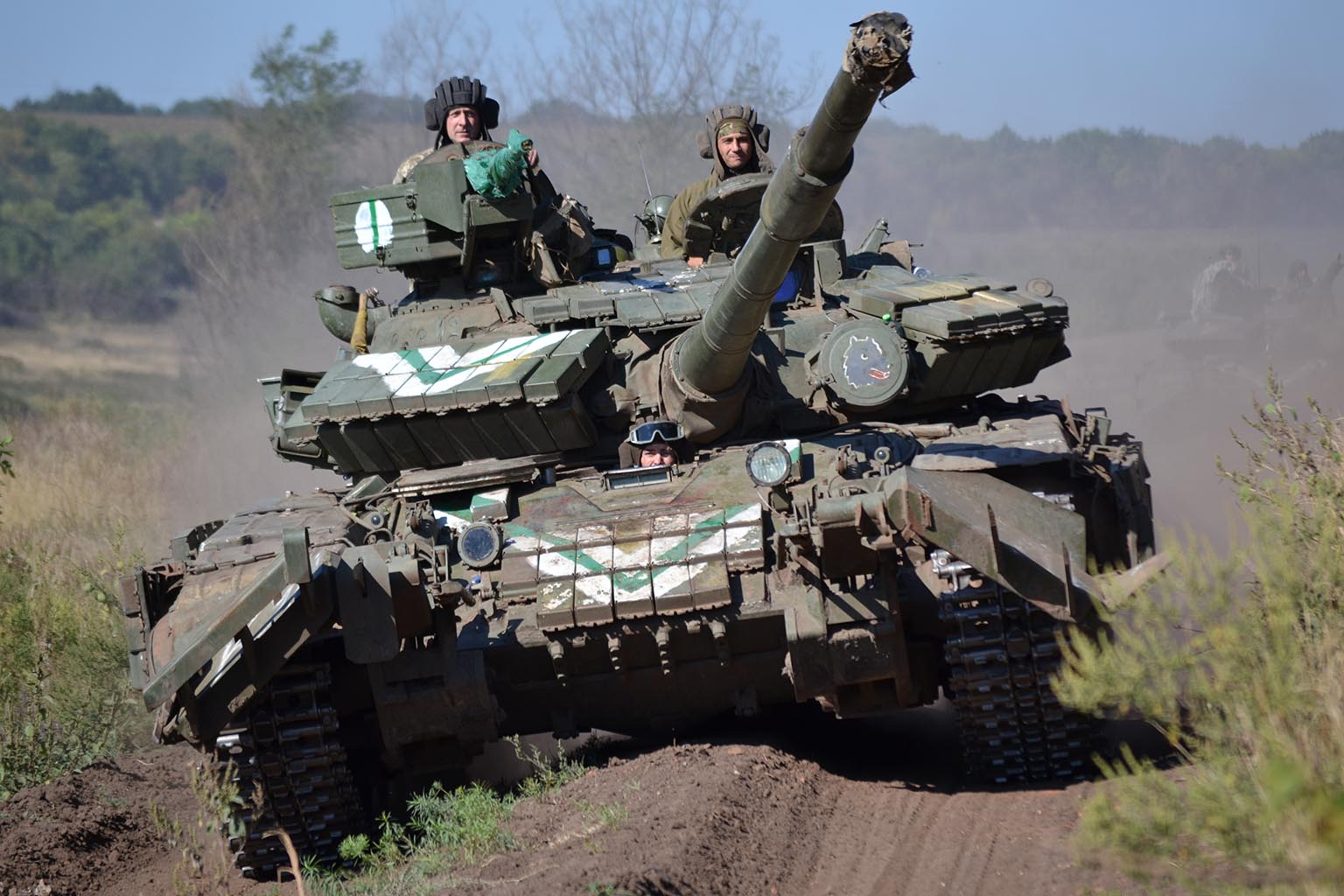
Танкісти батальйону на навчаннях. 2016 р.

3 червня терористи спробували взяти штурмом Мар’їнку - танкісти 3-ї роти 3 Окремого танкового батальйону підтримували вогнем бійців 28 ОМБр - 5 танків виїхало на вогневі позиції і щільним вогнем змусили терористів відступити. Хоча їх так ніхто не згадав в бойових звітах та при аналізі бою, через те, що інші танкові підрозділи не змогли ефективно виконати своє завдання. Військовослужбовці батальйону також брали участь в зачистці Мар’їнки.
З початку і до кінця червня танкісти виконували функції по обороні Мар’їнки. 8 червня терористи знову спробували піти в атаку, але наступ припинився, так по суті і не розпочавшись. Радіоперехоплення доводили, що сепаратисти зазнали втрат і перебували у вогневому мішку, танкісти фактично заблокували їх вихід. Через щільний вогонь терористи не могли використовувати свої танки, а атаки їх піхоти захлиналися на самому початку.
У жовтні 2016 року переформований на лінійний танковий батальйон 54-ї окремої механізованої бригади та припинив існування як окремий батальйон.[джерело?]

## Командування
- полковник Скиба Петро Павлович (з 2014)
- майор Самброс Анатолій Миколайович (2016)[3]

## Втрати
- Бірюк Олександр Миколайович, сержант, 05.10.2014, Київ.
- Лупаїна Олександр Григорович, старший солдат, 19.12.2014, Кальчик.
- Корчовний Роман Михайлович, молодший сержант, 05.01.2015, Кирилівка.
- Дмитрів Святослав Сергійович, старший солдат, 31.01.2015, Авдіївка.
- Арабський Віктор Романович, старший сержант, 08.02.2015, Авдіївка
- Олійник Олександр Іванович, старшина, 07.02.2015, Авдіївка
- Шемчук Петро Михайлович, старший лейтенант, 08.02.2015, Авдіївка.
- Дрюцький Сергій Сергійович, старший солдат, 21.09.2015, Зайцеве.